# Pelayo González Suárez

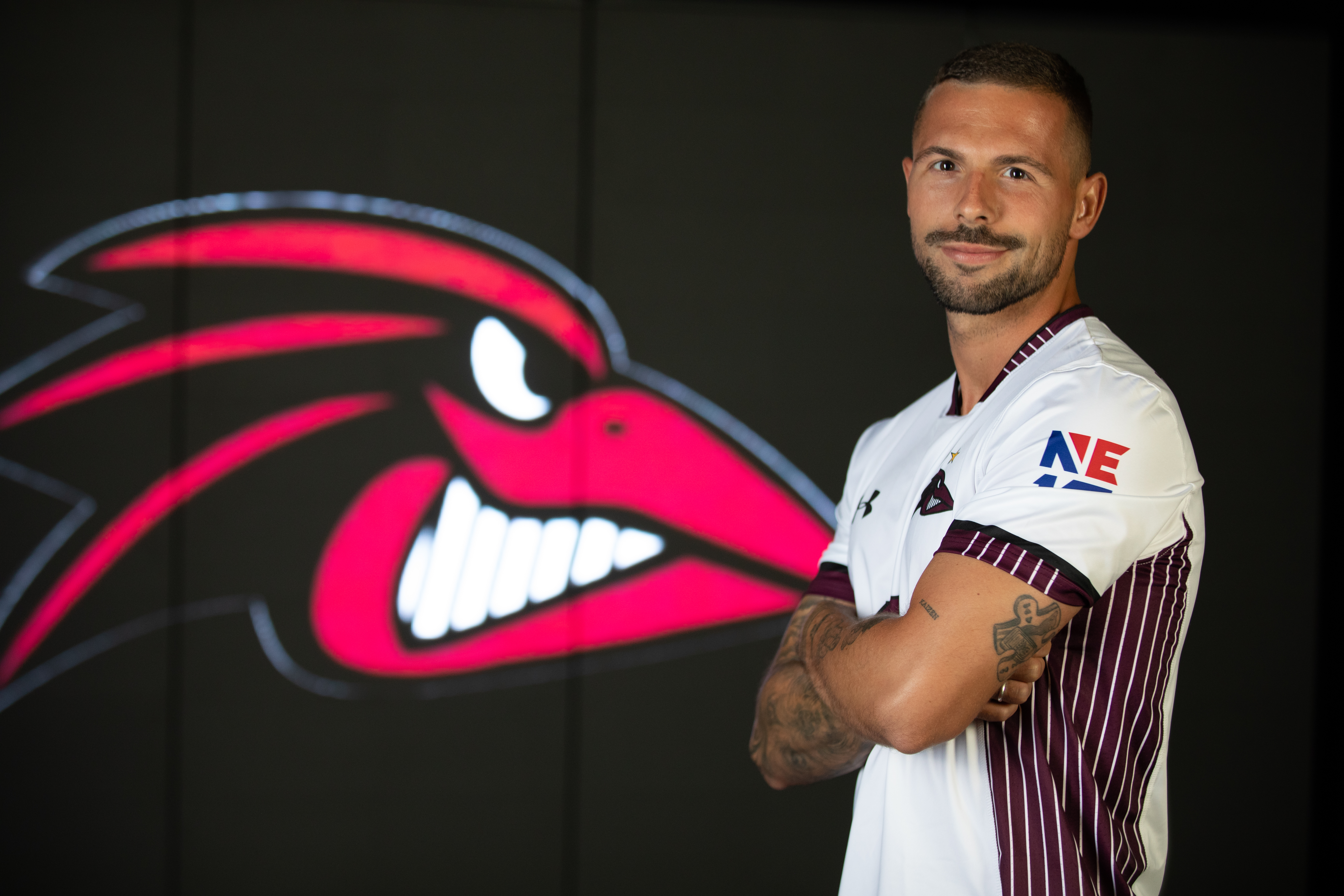
Pelayo en Franklin Pierce (EEUU)

 Pelayo José González Suárez  (Oviedo, Asturias, España,1996) conocido deportivamente como Pelayo González es un exfutbolista español,emprendedor, inversor y creador de contenido. En la actualidad, ha explorado diversos horizontes, creando un espacio de diálogo (podcast) que ofrece entrevistas a deportistas de élite, expertos en finanzas personales y de la salud. Con una amplia formación en asesoramiento financiero, ha colaborado estratégicamente con fondos de inversión, consolidando su presencia en el ámbito de las finanzas.

## Trayectoria deportiva
Pelayo comenzó su desarrollo como futbolista a temprana edad en varios y diferentes clubes de su natal Oviedo. En primer lugar en el Centro Asturiano para más tarde seguir su formación en las categorías inferiores del Club Deportivo Vallobín. Ya como juvenil compitió para la UD San Claudio y posteriormente para el primer combinado U19 del Caudal Deportivo de Liga Nacional Juvenil de España.
En la temporada 2015/2016 hace su debut como sénior pasando a formar parte del Juventud Estadio CF de la Primera Regional de Asturias. La siguiente campaña fichó por la Escuela de Iniciación San Martín, club con el que consiguió el ascenso de categoría a la Tercera División de España.
Llegado el curso 2017/2018 entra en las filas de La Madalena de Morcín Club de Fútbol en Regional Preferente de Asturias donde acabando como segundo clasificado logra nuevamente el ascenso a categoría nacional por segundo año consecutivo.
En 2018 se incorpora al Club Siero del grupo segundo de Tercera División de España estrenándose esa temporada en la mencionada categoría nacional logrando la permanencia en la misma. Al año siguiente recala en el primer tramo de curso en L'Entregu Club de Fútbol del mismo nivel de competición, para a principios de 2020, en el mercado invernal, fichar por el Real Avilés CF también de Tercera División de España hasta final de campaña.
El 27 de agosto de 2021 la UE Santa Coloma de Primera División de Andorra anunció a través de sus medios oficiales la incorporación de Pelayo para reforzar la faceta defensiva del cuadro andorrano de cara a la temporada 21/22.
Tras una etapa destacada en el fútbol andorrano, su ambición lo impulsó a cruzar el Atlántico, donde durante dos años defendió los colores de la Universidad Franklin Pierce en Estados Unidos. Su paso por el fútbol universitario estadounidense no solo estuvo marcado por la consecución de dos campeonatos nacionales, sino también por la culminación de un MBA en administración y gestión de empresas. Al finalizar su etapa deportiva, decidió dar un giro a su carrera y adentrarse en el mundo del emprendimiento.

## Carrera deportiva

### Clubes
| Club                     | País    | Año               |
| ------------------------ | ------- | ----------------- |
| Juventud Estadio CF      | España  | 2015 - 2016       |
| E.I. San Martín          | España  | 2016 – 2017       |
| La Madalena de Morcín CF | España  | 2017 – 2018       |
| Club Siero               | España  | 2018 – 2019       |
| L'Entregu CF             | España  | 2019 – 2020       |
| Real Avilés CF           | España  | 2020              |
| UE Santa Coloma          | Andorra | 2021 – Actualidad |